# بريت غارنت
بريت غارنت (بالإنجليزية: Bret Garnett)‏ هو لاعب كرة مضرب أمريكي، ولد في 2 يوليو 1967 في هونولولو في الولايات المتحدة.

## وصلات خارجية
- بريت غارنت على موقع رابطة محترفي التنس (الإنجليزية)
- بريت غارنت على موقع الاتحاد الدولي لكرة المضرب (الإنجليزية)
- بريت غارنت على موقع خلاصة التنس.كوم (الإنجليزية)